# 哈里森維爾 (伊利諾伊州)
哈里森維爾（英語：Harrisonville）是位於美國伊利諾伊州門羅縣的一個非建制地區。該地的面積和人口皆未知。

## 地理
哈里森維爾的座標為38°16′39″N 90°21′00″W / 38.27750°N 90.35000°W，而該地的平均海拔高度為121米（即397英尺）。